# Raymond E. Guishard Technical Centre
El Raymond E. Guishard Technical Centre es un estadio de fútbol ubicado en la capital The Valley, Anguila.

## Historia
Fue inaugurado el 31 de octubre de 2005 con capacidad para 1100 espectadores. Ha sido la sede del campeonato caribeño sub-15 en las ediciones de 2015 y 2016, y también fue la sede de la selección nacional mayor para la Copa del Caribe de 2016.

## Partidos internacionales
| 26 de marzo de 2016 | Anguila | 0–4     | Puerto Rico                             | Raymond E. Guishard Technical Centre, The Valley |                          |
|                     |         | Reporte | - Coca 16' 53' - Rivera 42' - Ortiz 63' | Árbitro(s): Moeth Gaymes                         | Árbitro(s): Moeth Gaymes |